# Bob Morane
Bob Morane is een Belgische reeks avonturenromans, gestart in 1953, geschreven door Henri Vernes, en genoemd naar het hoofdpersonage. De boekenreeks werd uitgegeven door de Belgische (later Franse) uitgeverij Marabout, vervolgens bij Hachette en bij Fleuve Noir. De illustraties en boekomslagen werden veelal getekend door Pierre Joubert. Vanaf de vroege jaren zestig werd er ook een gelijknamige stripreeks van gemaakt, met verhalen die verschenen in het weekblad Kuifje en uitgegeven werden door Dargaud. 
Het hoofdpersonage Bob Morane is ingenieur en oud-legercommandant uit de Tweede Wereldoorlog, maar is daarnaast ook thuis op zo ongeveer alle markten. Hij munt uit in verschillende gevechtssporten, spreekt onnoemelijk veel levende en dode talen en zet deze talenten in voor de zaak die hij rechtvaardig acht. Zijn vaste kompaan is Bill Ballantine, een Schot, en de vaste tegenstander is Ming, bijgenaamd de Gele Schaduw.
Oorspronkelijk wilde Vernes het titelpersonage en de reeks Robert Ujac noemen, maar het werd uiteindelijk Bob Morane. Het eerste verhaal uit de reeks is De helse vallei uit 1953. In dit eerste boek ontmoet hij Bill Ballantine, als de mecanicien van zijn vliegtuig.

## Trivia
- In Kain, een deelgemeente van Doornik, waar Henri Vernes zijn jeugd doorbracht, werd de rue du Follet van naam gewijzigd in rue Bob Morane.
- Een science-fiction-tijdschrift werd naar hem genoemd: Bob Morane magazine.
- De Franse rockgroep Indochine gaf in 1982 een lied uit L'Aventurier, geïnspireerd op Bob Morane.